# Antoine Bontoux
Pour les articles homonymes, voir Bontoux.
Antoine Bontoux né le 17 janvier 1805 à Marseille et mort dans la même ville le 8 juillet 1892 est un sculpteur français.

## Biographie
Antoine Bontoux étudie d'abord le dessin à Aix-en-Provence sous la direction de Louis Mathurin Clérian dont il épousera la fille Mlle Restitute Elisabeth Clérian le 16 novembre 1831 à Aix-en-Provence. Il s'oriente ensuite vers la sculpture qu'il enseigne à l'École des beaux-arts de Marseille. Il forme un grand nombre d'ornemanistes ou de lauréats du prix de Rome comme André-Joseph Allar, Jean-Baptiste Hugues, Jean Turcan ou Henri-Édouard Lombard. À Marseille, il réalise notamment L'Enfant à la toupie (musée des Beaux-Arts de Marseille), La Vierge aux fleurs pour la façade d'un immeuble au marché des Capucins, La Fidélité et La Force sous la forme de deux lions placés au sommet de piliers encadrant l'entrée du château de Falguière devenue la résidence La Roseraie au quartier de Bonneveine.
En 1846, il réalise un jeu d'échecs en ivoire et corail représentant l'armée des Croisés et celle des Musulmans.
Il sculpte également un grand nombre de portraits : Sa Majesté la reine d'Espagne, Mme F. et sa fille, Le général G. de P., M. L. Rabattu, etc. Ce dernier type de production a lui été parfois très critiqué ; ainsi André Gouirand écrit à son sujet : « La quantité fabuleuse de bustes modelés par Bontoux furent faits d'après de mauvaises photographies et n'ont aucune valeur d'art. »

## Son œuvre
Pour la façade du palais des Arts de Marseille, il réalise deux bustes en marbre : Saint Louis, pour figurer l'école gothique, et Louis XIV pour représenter l'école française.

Œuvres d'Antoine Bontoux
La Vierge aux fleurs, rus des Capucins, Marseille.
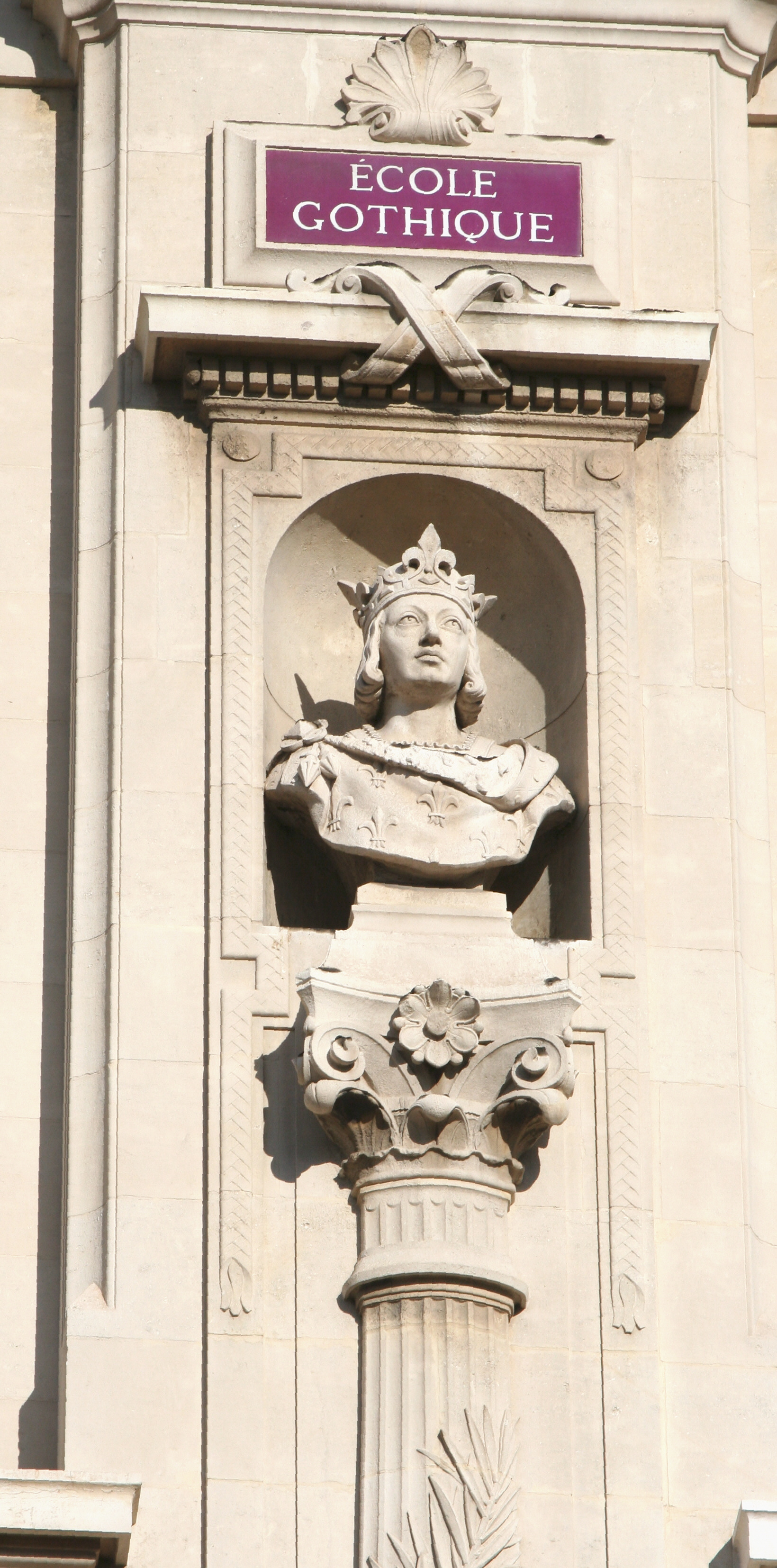
Saint Louis, Marseille, palais des Arts.
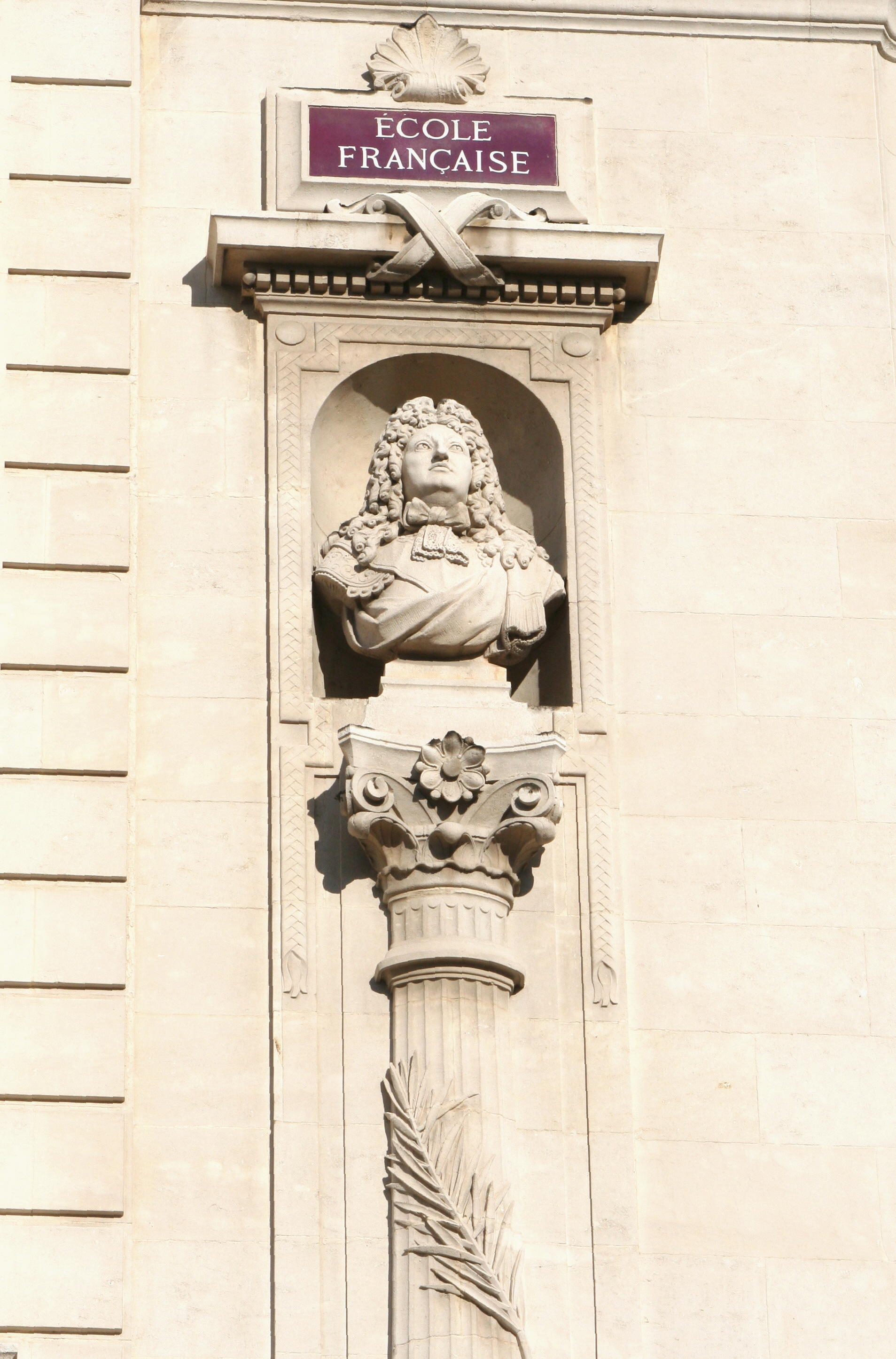
Louis XIV, Marseille, palais des Arts.
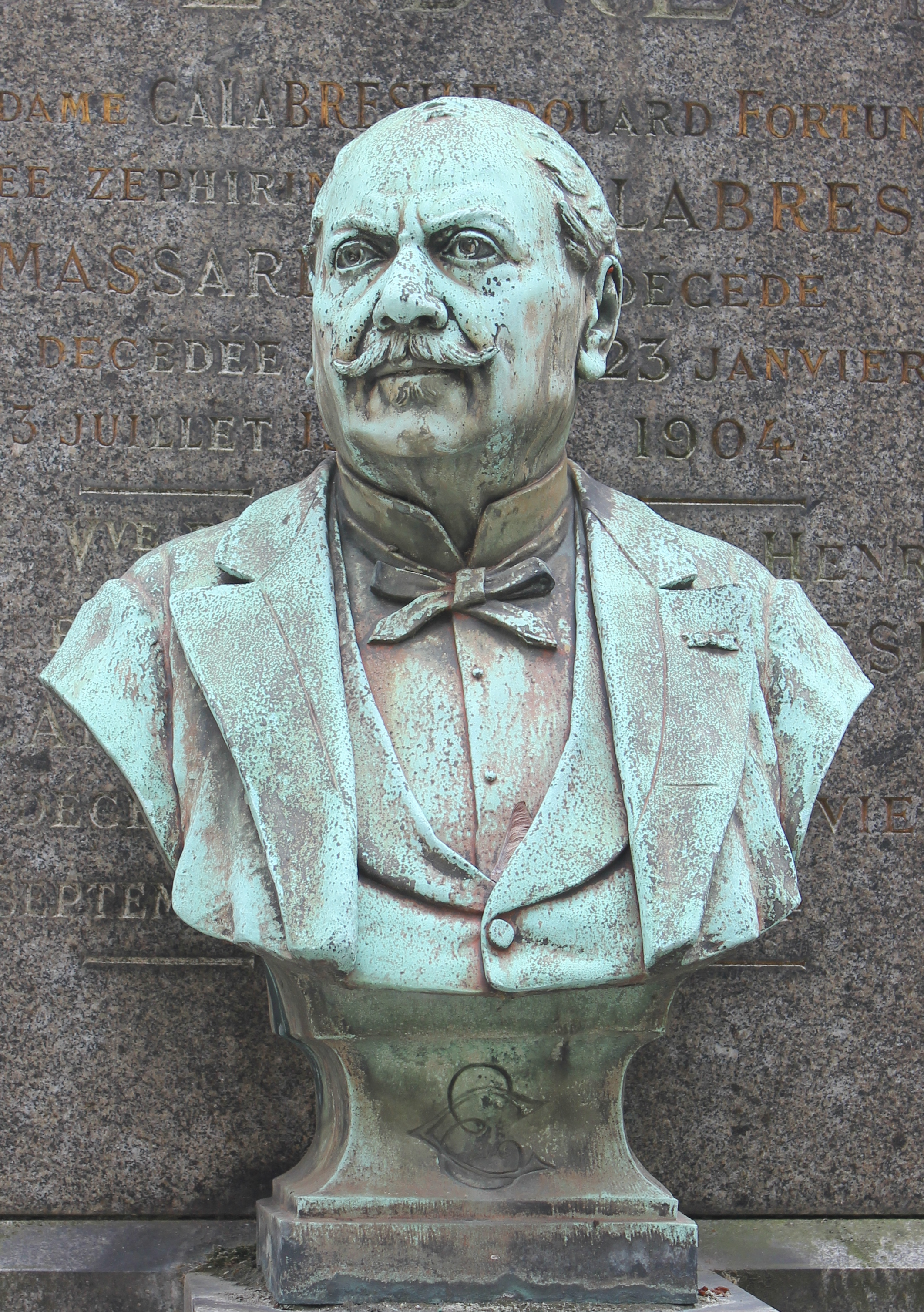
Buste d'Édouard-Fortuné Calabresi, Paris, cimetière du Père-Lachaise.